# OPEVAL
OPEVAL（英語: Operational Evaluation、実用性評価）とは、新しい装備品等の装備化に先立って行われる実用試験（operational test and evaluation）の最終段階を指す用語である。北大西洋条約機構（NATO）における受領検査は、この手続きにより実施される。
OPEVALは、受領する側の機関が行う。軍が受領する場合には、その軍の実用性試験実施機関があらかじめ決定された実用試験計画に基づいて実施する。その目的は、受領する装備品等があらかじめ定義された運用要求事項を満たしていることを確認することにある。 
NATOにおいては、STANAG（Standardization Agreement）に示された要求事項等に基づいて実施される。